# Annette Schlünz
Annette Schlünz (Dessau, Alemanya, 23 setembre 1964) és una música i compositora alemanya.
Annette Schlünz va néixer a Dessau, República Democràtica Alemanya. Va estudiar música a l'Escola de Música de Dresden entre 1983 i 1987 amb Udo Zimmermann i a l'Acadèmia de les Arts de Berlín de 1988 a 1991 amb Paul-Heinz Dittrich. També va estudiar amb Iannis Xenakis a Darmstadt i Helmut Lachenmann a Stuttgart.
Schlünz va donar classes al Centre de Música Contemporània de Dresden el 1987 i a l'Escola de Música de Dresden de 1987 a 1992. Va fer una gira de concerts a Amèrica del Sud el 1996, i també va actuar a Dinamarca, França, Espanya, els EUA, i Vietnam el 2001. També ha impartit conferències a l'Acadèmia de les Arts de Berlín, el Brandenburg, l'Akademie Schloss d'Stuttgart i l'Acadèmia alemanya a la Vil·la Massimo de Roma- Va ser compositora al Centre Nacional de Creació Musical de Lió el 2005. La poesia i la literatura tenen un lloc important en les seves composicions, ella transcriu paraules a l'escriptura musical.
Les seves obres estan editades a Boosey & Hawkes, Bote & Bock, Peermusic.
CATÀLEG D'OBRES per ordre cronològic
- An eine Vernunft, per quartet de cordes.(1982)
- Bei Spuren von Wasser und Salz, per veu i onze instruments.(1987)
- Goldige Zeiten, 7 peçes per a violí. 1988)
- Matka, opera de cambra.(1988)
- Rosen, per mezzosoprano, piano, i sintetitzador.(1988)
- Ornithopoésie, per 12 veus.(1989)
- Sreichtrio, il pleut doucement sur la ville. (1989)
- Nachtschwarz wird das Blau, per oboè, trombó, piano,percussió, alt, violoncel i contrabaix.(1990)
- Taubenblaue Schatten haben sich vermischt, per flauta i guitarra.(1990)
- Wenn schon die Flügel zerbrochen sind, per 9 instruments.(1990)
- Ach,es..., per tuba.(1991)
- La faulx de l'été, per flauta de bec i percussió. (1991)
- Klage, per recitant i octet.(1991)
- Verschattet, per piano.(1991)
- Picardie, per 5 grups d'orquestra.(1992)
- Tout est rêver, per soprano, clarinet i percussió.(1992)
- ...der Schatten vermirrte, per tres fagots.(1992)

- Der Ausflug, per mezzosoprano, piano i percussió.(1993)
- Fadensonnen, per 17 instruments.(1993)
- Wo das Schweige anfängt, per alt, violoncel i contrabaix.(1993)
- Et la pluie se mit à tomber, per 6 percussionistes.(1994)
- Unaufhörliche Schaflosigkeit, per tuba i banda.(1994)
- Verhalten, engleiten, entfalten..., per guitarra.(1994)
- Verstummen, per orgue i 3 percussions.(1994)
- Die Antirose, per soprano, violí i piano.(1995)
- Ich sehe den Traum des Wassers, acció musical per 2 veus, flauta de bec, pecussió i objectes.(1995)
- Traumkraut, per 8 instruments.(1995)
- Noch ein wort, per fagot, cor, trombó, violoncel i contrabaix.(1996)
- Nuages, per 4 percussionistes.(1996)
- Un jour d'été, teatre musical per infants, per 8 veus d'infants i orquestra de cambra.(1996)
- How it is, per clarinet i quartet de cordes.(1997)
- Man könnte bleiben, per soprano, recitant, i piano.(1997)
- Sol-Stitium, per sextet, oboè, clarinet, piano, violí, alt, i violoncel, (versió 1).(1997)
- Sol-Stitium, per sextet,oboè, clavicèmbal, violi, alt, i violoncel,(versió 2). 1997
- Zarte knöpfe, per veu de dones a capel·la.(1997)
- Aecqui-Noctium, per octet.(1998)
- Brust-brut, per baríton i piano.(1998)
- Gleissend, per mezzosoprano i percussió.(19989
- Voicelessness, per flauta, clarinet, guitarra i percussió.(1998)
- Arianna, II, per soprano, 2 violins barrocs, violoncel barroc i claveci.(1999)
- Moccoli, per soprano,clarinet i violoncel.(1999)
- Sol-Stitium, per sextet, flauta, clarinet, piano, violí,alt, i violoncel,(versió 3).(1999)
- Ultime-tentative I-III, per soprano, mezzosoprano i flautes de bec.(1999)
- Aufgelöst (Verschlungen), per flauta, clarinet, violí, violoncel i piano.(2000)
- Coluloir de la solitude, per banda, instal·lació sonora.(2000)
- TagNachTraumstaub, música de teatre. (2000)
- Weiter, per flauta, clarinet i piano.(2000)
- das-das-das andere Ufer, per 2 sopranos, trompeta, trombó, 2 tubes, i 3 percussionistes i instal·ació sonora.(2001)
- La faulx de l'été, versió per flauta i percussió.(2001)
- Tatend, tränend, per flauta i piano.(2001)
- Violent customer, per flauta i piano.(2001)
- Abendamsel, per contratenor, flauta baixa, oboè, clarinet, saxophone, tenor, fagot, trompeta, alt, violoncel, contrabaix, i 2 percussionistes.(2002)
- Auch ameisen wären gern vögel, per soprano, 87 veus mixtes, clarinet baix, acordió, 2 percussionistes, instal·lació subaquatica.(2002)
- But you in it, per clarinet baix, tuba i orquestra.(2002)
- Hortensien, per clarinet baix, i suport multimèdia.(2002)
- Another happy prince, per acordió, cítara i vídeo.(2003)
- Fliegen, fliegen ?, per flauta, oboè, clarinet i vídeo.(2003)
- Glas in brauch, per soprano,flauta, oboè, clarinet,cor i fagot.(2004)
- Ultime tentative no 4, per efectes lliures.(2004)
- Verstummen, per orgue i percussió,(versió II).(2004)
- Weisse Stellenn, per flauta, clarinet, percussió, alt, i violoncel.(2004)
- Weiter fliegen, per flauta, oboè i fagot.(2004)
- Zebra, per violí elèctric,suport multimèdia i electrònic en temps real.(2004)
- Dehors, per flauta baixa,clarinet baix i percussió.(2005)
- In den Flüssen, per clarinet, violoncel i acordió.(2005)
- High tide,per clarinet, contrabaix, acordió i electrònica en temps real.(2005)
- Journal no 1, per flauta de bec i film.(2005)
- Lichtpause, per soprano,clarinet, trompeta, violí, violoncel,acordió, percussió i film.(2005)
- Voicelesness, per saxofon, clarinet i percussió.(2005)
- Les créatures, per flauta, flauta de bec, percussió i contrabaix.(2006)
- Deux créatures, per flauta i flauta de bec.(2006)
- Light from the one, per flautes de bec i koto.(2006)
- Raum Wirbel, per acordió i quartet de cordes.(2006)
- Journal no 2 (Schneeland), per acordió.(2007)
- Blaulab, per flauta,koto, orquestra i electrònica en temps real.(2008)
- Éventail, per quintet d'acordions.(2008)
- The snow has no voice, per 7 instrumentistes.(2008)
- There is no time to ask, per quartet de cordes.(2008)
- High tide-Wende und wende Zeit, per música d'escena, clarinet, acordió, contrabaix i electrònica en temps real.(2009)
- Mit einem Schritt die Schritte, per cinc instruments.(2009)
- Stern, per soprano i tuba.(2009)
- Weithin (in mögliche mitten), per orquestra.(2009)
- C'est d'abord la lumière, per violí,i trompeta.(2010)
- Blick ! los!, per 7 instrumentistes.(2011)
- Copeaux éclisses, per oboè, clarinet, trompeta, violoncel i electrònica en temps real.(2011)
- De lonh, per orquestra.(2011)
- Journal no 5(Warten), per piano.(2011)
- Journal no 6 (Kraniche), per acordió solo.(2011)
- Robert S. per música de teatre per 5 solistes i conjunt instrumental.(2011)
- Spuren)(Suche, per orquestra.(2011)
- L'air est une pomme, per 3 violins i acordió.(2012)
- Fragen,per baríton i piano.(2013)
- Traces,per percussions.(2014)
- Electro, what?, per obra electrònica col·lectiva.(2014)